# Oxomemazine/guaifenesin
Oxomemazine / guaifenesin là thuốc kháng histamine an thần cộng với thuốc long đàm. Nó là sự kết hợp của oxomemazine và guaifenesin.
Nó được bán dưới nhiều tên thương hiệu bao gồm Toplexil của Aventis. Nó được bán qua quầy ở Pháp, Ai Cập, Algeria, Hàn Quốc và UAE. Thành phần oxomemazine (thuốc kháng histamine) không được Cơ quan Quản lý Thực phẩm và Dược phẩm Hoa Kỳ (FDA) chấp thuận, cho sử dụng không cần đơn thuốc hoặc theo toa. Du khách Pháp sử dụng nó như một trợ giúp giấc ngủ cho các chuyến bay dài.